# 中国方正出版社
中国方正出版社是中国共产党中央纪律检查委员会下属的一家出版社，总部位于中国北京市，1993年初筹建，1993年9月10日正式成立，主要出版反腐倡廉主题的图书。2018年起，為中共中央纪委及中华人民共和国国家监察委员会主管主办的全国纪检监察系统唯一专业出版机构。